# Bunny Lee
Bunny Lee, pseudonimo di Edward O'Sullivan Lee (Kingston, 29 agosto 1941 – 6 ottobre 2020), è stato un produttore discografico giamaicano.

## Carriera
Lee nasce in Giamaica nel 1941 ed entra nel giro musicale grazie all'amico Derrick Morgan, che lo inserisce a lavorare per l'etichetta Treasure Isle di Duke Reid, nel 1962. Verso la metà degli anni sessanta lavora per la Caltone di Ken Lack, producendo nel 1967 il primo disco, Listen to the Beat di Lloyd Jackson and the Groovers. Il primo album importante è Music Field di Roy Shirley, prodotto per la WIRL l'anno successivo; successivamente fonda la sua prima etichetta per cui lavorano i Morgan, Slim Smith e Pat Kelly.
Nel decennio successivo Lee diventa uno dei produttori più influenti della musica reggae e dal 1971 comincia la collaborazione con il fonico King Tubby, con cui è noto per aver creato i primi dubplate che contengono solo la parte musicale, per permettere ai dj nei Sound System di parlarci sopra.
Nella momento più importante della sua carriera, quello che va dal 1969 al 1977 Lee produce centinaia di dischi di successo.
Tra i suoi più grandi successi vanno ricordati quelli realizzati a seguito della collaborazione con il cantante Johnny Clarke a partire dal 1974, con cui sforna una serie di classici roots tra cui None Shall Escape the Judgement e Move Out of Babylon.
Nel corso degli anni settanta Lee produce numerosi artisti giamaicani, tra cui Owen Grey, Cornell Campbell, Jackie Edwards, Alton Ellis e Ken Boothe. Negli anni ottanta King Tubby crea la propria etichetta, e le collaborazioni con Lee vanno a rarefarsi; successivamente compra lo studio di registrazione di Joe Gibbs a Kingston, e sostanzialmente smette di produrre musica.